# Prospero Grech
Prospero Grech, O.S.A., geboren als Stanley Grech (Vittoriosa, 24 december 1925 – Rome, 30 december 2019), was een Maltees geestelijke en een kardinaal van de Rooms-Katholieke Kerk.

## Loopbaan
Stanley Grech trad in 1943 toe tot de orde der augustijner koorheren en nam bij zijn professie op 8 oktober 1944 de naam 'Prospero' aan. Hij werd op 25 maart 1950 priester gewijd. Hij verhuisde daarop naar Rome waar hij woont in de communiteit van Santa Monica. Hij ontwikkelde zich tot een gezaghebbend Bijbelwetenschapper en doceerde aan de Pauselijke Lateraanse Universiteit, de Pauselijke Universiteit Gregoriana en het Biblicum. Hij was medeoprichter en eerste president van het augustijner Patristisch Instituut. Hij werkte ook als consultor van de Congregatie voor de Geloofsleer, waar hij kardinaal Ratzinger goed leerde kennen.
Grech werd op 21 januari 2012 benoemd tot titulair aartsbisschop van San Leone. Zijn bisschopswijding had plaats op 8 februari 2012.
Grech werd tijden het consistorie van 18 februari 2012 kardinaal gecreëerd. Hij kreeg de rang van kardinaal-diaken. Zijn titeldiaconie werd de Santa Maria Goretti, een kerk die nog niet eerder als titeldiakonie had gefungeerd. Hij was - na Fabrizio Sceberras Testaferrata die in 1818 kardinaal werd gecreëerd - de tweede kardinaal van Malta en de eerste augustijn sinds Sebastiano Martinelli O.E.S.A. in 1901 door paus Leo XIII kardinaal werd gecreëerd.
Prospero Grech overleed eind 2019 op 94-jarige leeftijd in een ziekenhuis in Rome.
- Biblioteca Nacional de España: XX1290255
- Bibliothèque nationale de France: cb150530040 (data)
- Gemeinsame Normdatei: 1023803925
- International Standard Name Identifier: 0000 0000 6663 519X
- Library of Congress Control Number: nb2006022280
- Nationale Bibliotheek van Israël: 987007261898405171
- Nederlandse Thesaurus van Auteursnamen: 074967118
- Réseau des bibliothèques de Suisse occidentale: 02-A003316807
- Istituto Centrale per il Catalogo Unico: CFIV033635
- Système universitaire de documentation: 079119417
- Virtual International Authority File: 64292285
- WorldCat: E39PBJqbkRFpDCJbvkQvjbyTpP